# Quamtana lotzi
Quamtana lotzi är en spindelart som beskrevs av Huber 2003. Quamtana lotzi ingår i släktet Quamtana och familjen dallerspindlar. Inga underarter finns listade i Catalogue of Life.